# 三叉神经运动核
三叉神经运动核是位于脑桥的一个神经核团，它包含三叉神经的第一腮弓的支配肌肉的运动神经元的细胞体。这些受支配的骨骼肌是与咀嚼功能相关的肌肉，包括
鼓膜张肌，颚帆张肌，下颌舌骨肌，以及二腹肌的前腹。